# Desporto da Arménia
O esporte na Armênia desempenha um papel proeminente na sociedade armênia. Entre os esportes mais destacados estão a luta greco-romana, a luta livre, o levantamento de peso, o judô, o futebol, o xadrez e o boxe. O relevo montanhoso do país facilita a prática de esportes como esqui e alpinismo. Como é um país sem litoral, os esportes aquáticos são praticados principalmente em lagos, especialmente no lago Sevã.
Competitivamente, a Armênia tem obtido sucesso em halterofilia e luta livre. O país também é um participante ativo na comunidade esportiva internacional, sendo membro da União das Federações Europeias de Futebol e da Federação Internacional de Hóquei no Gelo.

## Xadrez
A Arménia, sem embargo é uma autêntica potência mundial em xadrez.[carece de fontes?]
Levon Aronian, Vladímir Akopián, Karen Asrian, Smbat Lputian, Gabriel Sargissian e Artashes Minasian formaram a equipe masculina. Lilit Mkrtchian, Elina Danielian, Nelli Aginian e Siranush Andriasian a feminina. A equipe técnica já contou com Arshak Petrosian e Tigran Nalbandian.[carece de fontes?]